# Подольский, Никита Сергеевич
Ники́та Серге́евич Подо́льский (род. 18 мая 1994 года, Слуцк, Белоруссия) — спортсмен, стантрайдер, дрифтер. В 17 лет занял 3-е место на чемпионате Восточной Европы по стантрайдингу, став самым молодым райдером, завоевавшим этот титул. В 18 лет лет занял 2-е место на этом же чемпионате.

## Биография
Родился 18 мая 1994 года в городе Слуцке. С 11 лет ездил на мотоцикле, в 14 стал пробовать себя в стантрайдинге.
В 2010 году лучшая команда Белоруссии Freestyle Stunt Band предложила ему тренироваться вместе на базе в Раубичах. Никита тренировался по 6-8 часов в день. И уже спустя 2 месяца победил в классе «street» на чемпионате Украины по стантрайдингу.
В 2011 году принял участие в чемпионате Восточной Европы по стантрайдингу, где является самым молодым райдером, и завоёвывает 3-е место. В этом же году он занял 1-е место на соревнованиях MOL Stunt Fest на Украине, но уже в классе «PRO». На двух чемпионатах Белоруссии занял 2-е и 3-е места.
В 2012 году, на чемпионате мира «Stunt GP» в Польше, вышел в финал и занял 14-е место. На чемпионате Восточной Европы занял 2-е место в общем зачёте. Подтвердил своё чемпионство на соревнованиях на Украине. Завоевал 2-е место на Открытом чемпионате Белоруссии, 2-е место на соревнованиях в Казани и 3-е на чемпионате Литвы.
В 2013 году занял 1-е место в Болгарии. На соревнованиях в Латвии занял 3-е место. Закрепил 2-е место в общем зачёте чемпионата Восточной Европы. Победил на чемпионате Украины. Вышел в финал и занял 13-е место на чемпионате мира «Stunt GP» в Польше.
В 2014 занял 4-е место на Гран-при Винницы по дрифтингу.

### Личная жизнь
Никита в 2016 году женился на украинской певице, победительнице музыкального шоу талантов X-Фактор (сезон 3) Аиде Николайчук, однако предположительно в 2018 году они расстались.

## Достижения

### Сезон 2011
- 2-е место 3rd StuntBirthdayParty FSB 2011 (Белоруссия, Минск, Раубичи) 7-9 мая 2011г[7]
- 3-е место Чемпионат Восточной Европы 3-й этап (Россия, Москва) 3 июля 2011г[23]
- 3-е место Belarus Open Streetbike Freestyle Minsk, Belarus (24 июля 2011г)[8]
- 1-е место MOL Stunt Fest 2011 in Kiev, Ukraine (9-11 сентября)[4]
- 3-е место по итогам всего сезона 2011 Чемпионата Восточной Европы[6]

### Сезон 2012
- 3-е место Чемпионат Восточной Европы 2-й этап (Россия, Ростов-На-Дону) 1 мая 2012г[24]
- 2-е место Чемпионат Восточной Европы 3-й этап (Белоруссия, Минск) 12 мая[25]
- 2-е место Казань стантбатл 2012 (Казань, Россия) 19 мая[13]
- 2-е место Чемпионат Восточной Европы 4-й этап (Украина, Киев) 26 мая[26]
- 3-е место Миллениум стант (Литва, Каунас) 9 июня[4][14]
- 1-е место Чемпионат Восточной Европы 5-й этап (Россия, Москва) 1 июля[27][28]
- финалист, 14 место World Stunt GrandPrix, чемпионат мира (Польша, Быдгощь) 13-15 июля[9]
- 1-е место MOL Stunt Fest 2012 (Украина, Киев)[11]
- 3-е место Чемпионат Восточной Европы 6-й этап, финал, (Россия, Москва)[29]
- 2-е место October stunt fest 2012. Открытый чемпионат Белоруссии по стритбайк фристайлу (Белоруссия, Минск, Раубичи) 20 октября[12]
- 2-е место место по итогам всего сезона 2012 Чемпионата Восточной Европы[10]

### Сезон 2013
- 1-е место чемпионат Болгарии по стантрайдингу 2013[4][15]
- 2-е место Чемпионат Восточной Европы 1-й этап (Россия, Санкт-Петербург)14 апреля[30][31]
- 4-е место Чемпионат Восточной Европы 2-й этап (Россия, Краснодар)27 апреля[32]
- 2-е место Чемпионат Восточной Европы 3-й этап (Россия, Казань) 11 мая[33][34]
- 2-е место по итогам сезона 2013 Чемпионата Восточной Европы[18]
- 3-е место Northern Europe Streetbike freestyle championship KurlandStunt-2013 (Латвия, Лиепае)[16][17]
- 1-е место чемпионат Украины по стантрайдингу 2013[4][19]
- финалист, 13 место World Stunt Grand Prix, чемпионат мира (Польша)[20]

### Сезон 2014
- 4-е место Гран-при Винницы по дрифтингу 2014 (Украина, Винница)[4][21]